# Astivalius microphthalmus
Astivalius microphthalmus är en loppart som beskrevs av Smit 1953. Astivalius microphthalmus ingår i släktet Astivalius och familjen Stivaliidae. Inga underarter finns listade i Catalogue of Life.